# O Que Será?
O Que Será?  é uma canção composta em 1976 pelo cantor e compositor brasileiro Chico Buarque, feita para o filme Dona Flor e Seus Dois Maridos, baseado no livro homônimo de Jorge Amado. A canção tem três versões, que marcam passagens diferentes da trama: Abertura, À Flor da Pele e À Flor da Terra.

## História
Segundo Chico Buarque, embora tenha visto o copião em várias ocasiões, sua maior inspiração para compôr foi fotografias de Cuba que o jornalista Fernando Morais havia lhe mostrado, embora garanta que as três letras não tenham a ver com o país.
O dueto com Milton Nascimento foi casual. Após ouvir ao acaso Francis Hime tocar a canção ao piano, nos estúdios da gravadora, o cantor mineiro gostou e sugeriu que fosse cantada em duo. Chico Buarque e Francis Hime gostaram da ideia e finalizaram os arranjos já considerando a voz de Milton Nascimento. O que será? (À flor da terra) foi lançada no álbum Meus Caros Amigos, de Chico Buarque, enquanto O que será? (À flor da pele) saiu no álbum Geraes, de Milton Nascimento.
Na versão para o filme de Bruno Barreto, O que será? (Abertura) foi interpretada pela cantora Simone.
Em 1992, Chico teve acesso ao conteúdo de sua ficha no Dops-DPPS e achou curiosa a interpretação que os censores fizeram da letra. Em declaração ao Jornal do Brasil, o compositor disse: acho que eu mesmo não sei o que existe por trás dessa letra e, se soubesse, não teria cabimento explicar.
Uma versão mista português-italiano foi também gravada pela cantora italiana Gigliola Cinquetti.

## Trilha sonora de telenovelas
- 2006 - Vidas Opostas  (Chico Buarque com Milton Nascimento)
- 2011 - Amor e Revolução (Chico Buarque com Milton Nascimento)
- 2016 - Justiça (Chico Buarque com Milton Nascimento)